# Санбёрст

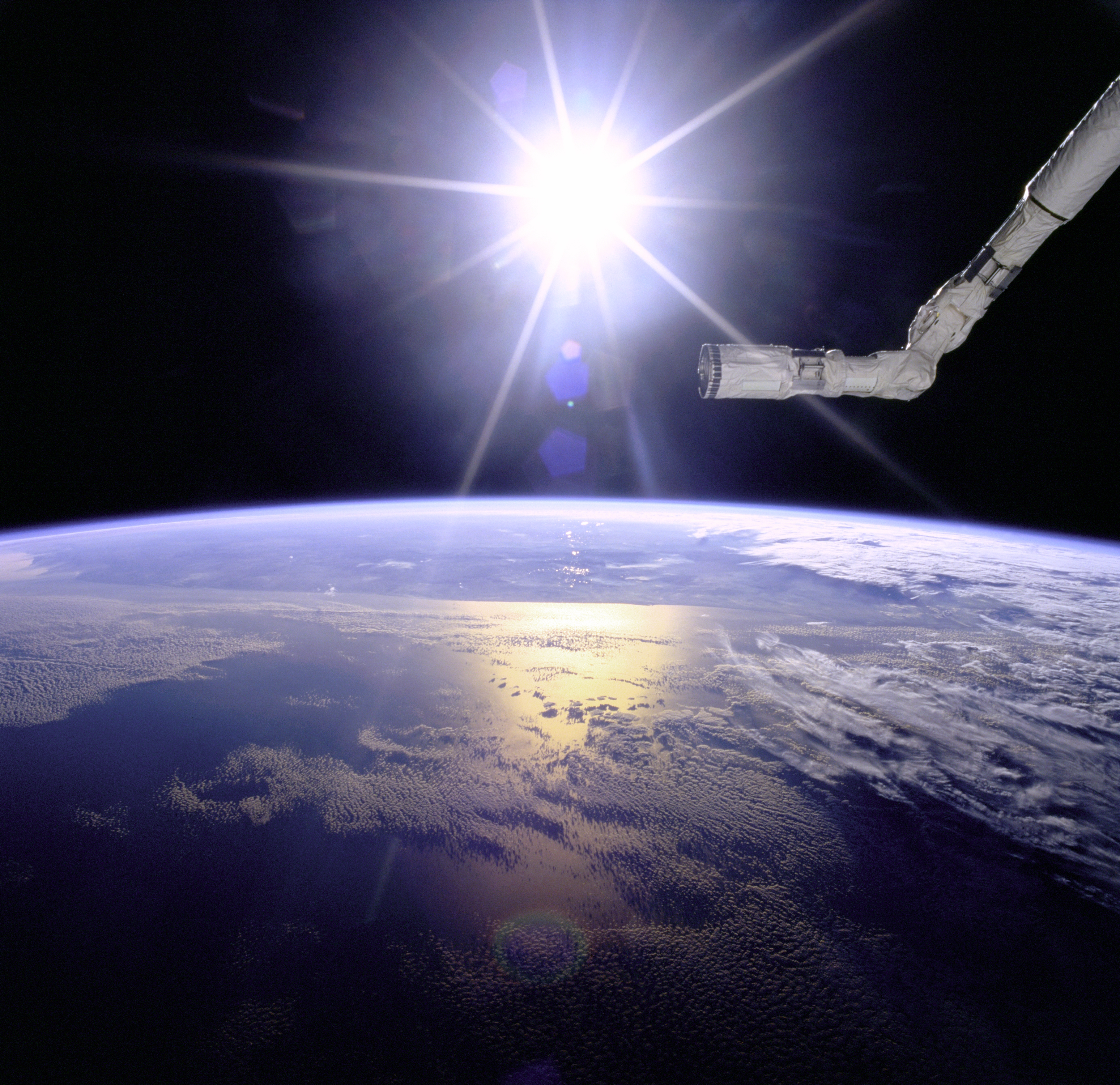
Рассеивающиеся лучи солнца

Санбёрст (англ. sunburst — солнечные лучи) — это фигура и образ, используемые в архитектуре или в дизайне. Суть образа состоит в рассеивающихся из центрального диска «лучах» по аналогии с солнечными. Иногда фигура может иметь полукруглую форму.
«Традиционный» санбёрст изображает лучи, исходящие из центра и сужающиеся к концу; тем не менее, с конца XIX века санбёрст стал изображаться с расширяющимися к концу лучами, что более точно отражает оптическое представление о рассеивании лучей.
В архитектуре санбёрст используется при дизайне окон, особенно при дизайне полукруглых фрамуг и эллиптических роз, с целью украшения. Мотив санбёрста характерен для металлообработки церквей в стиле барокко, особенно монстранций и вотивных корон, в ар-деко и модерне. Санбёрст часто используется в эмблемах и военных медалях

## Гитары в санбёрст

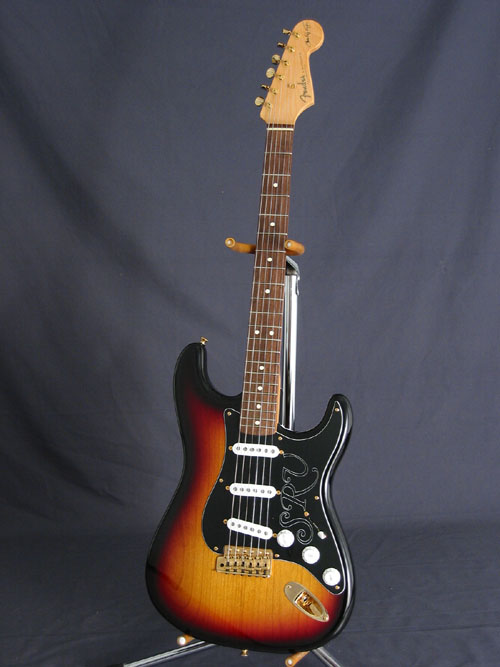
Электрогитара Fender SRV Signature Stratocaster в традиционной отделке под санбёрст

Широкой популярностью среди гитаристов пользуется покраска гитары в «санбёрст». Такая отделка характеризуется большой областью яркого цвета в середине верхней деки, постепенно темнеющего по мере удаления от центра. По краям дека окрашивается, как правило в черный цвет (примерно 3-4 см).

Самой распространенной считается отделка в оранжевый санбёрст, однако можно увидеть и зеленый, и красный, и другие.

## Галерея

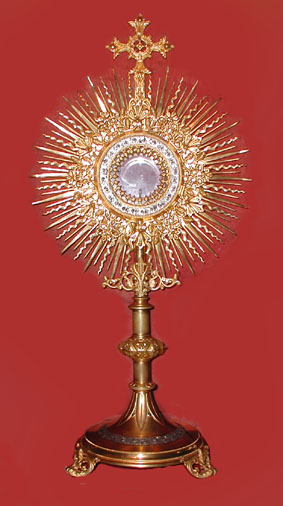
Традиционная «солнечная» монстранция
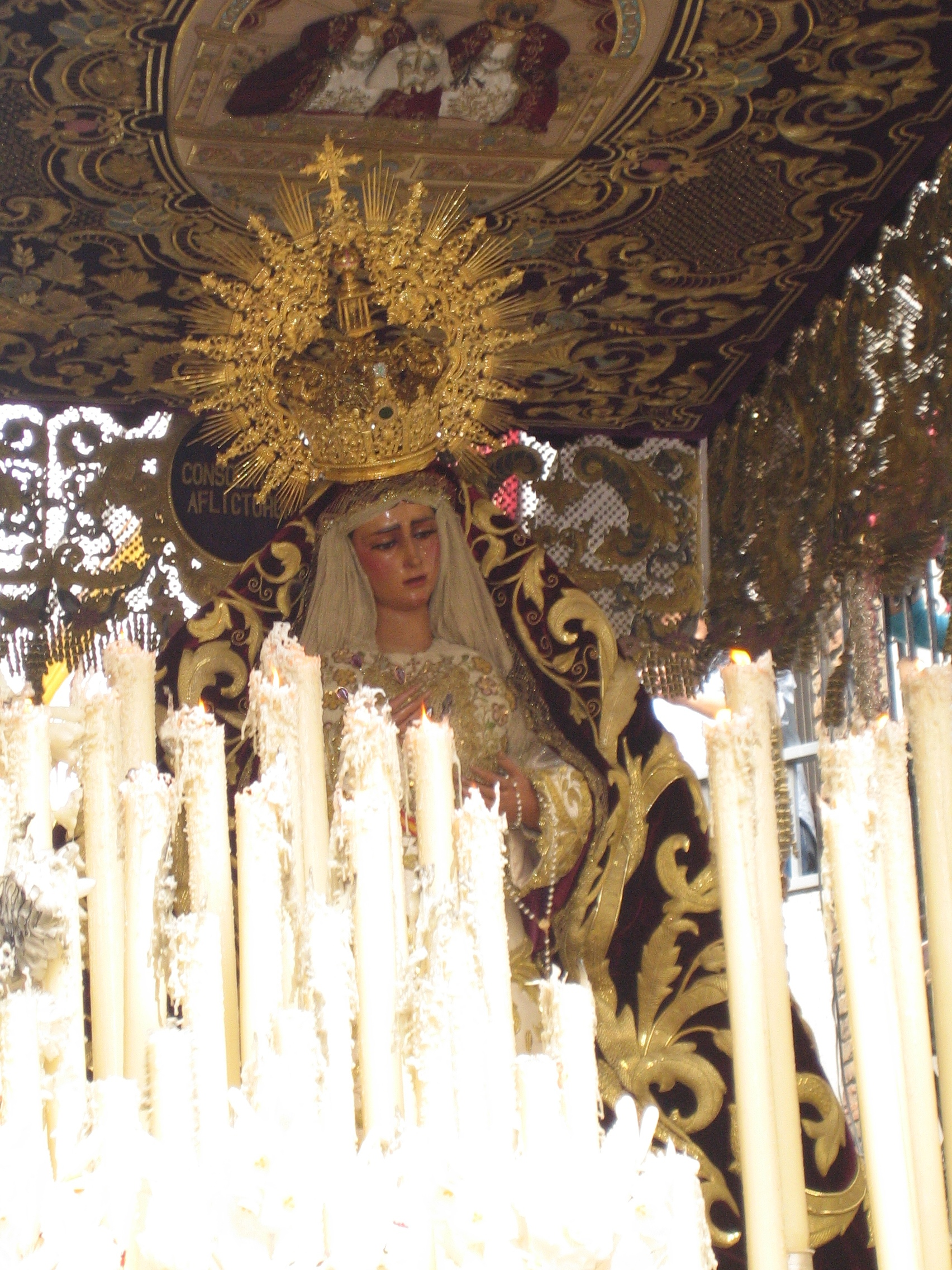
Корона на испанской статуе Богородицы в стиле барокко
Флаг Армии Японской империи (1870–1945)
Белое солнце на синем небе, флаг японской партии националистов
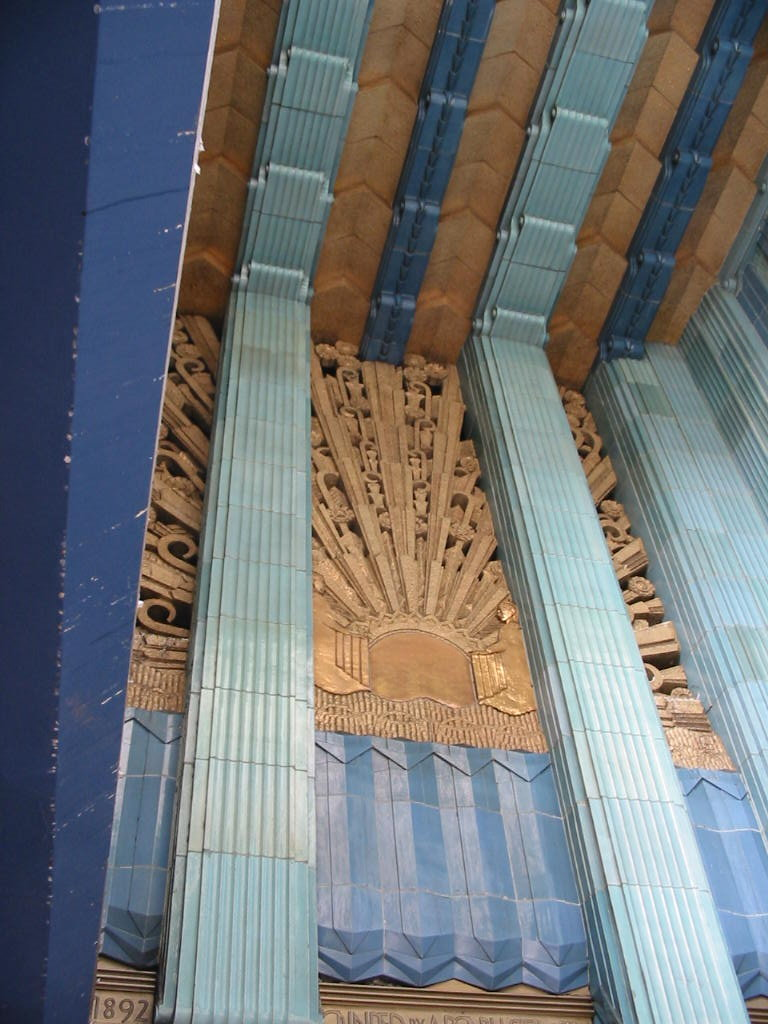
Терракотовый санбёрст в золоте в Восточном Колумбийском Здании в Лос-Анджелесе
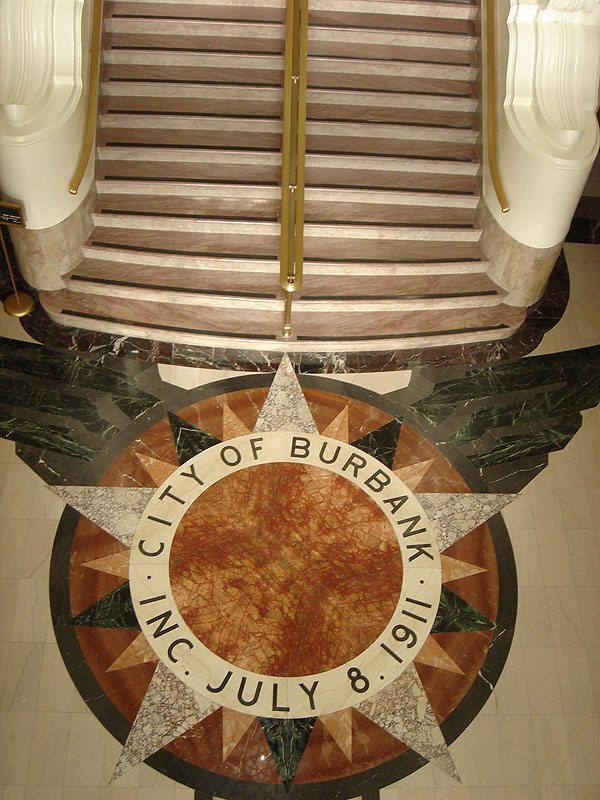
У ступеней Бюрбанкского Сити Холла
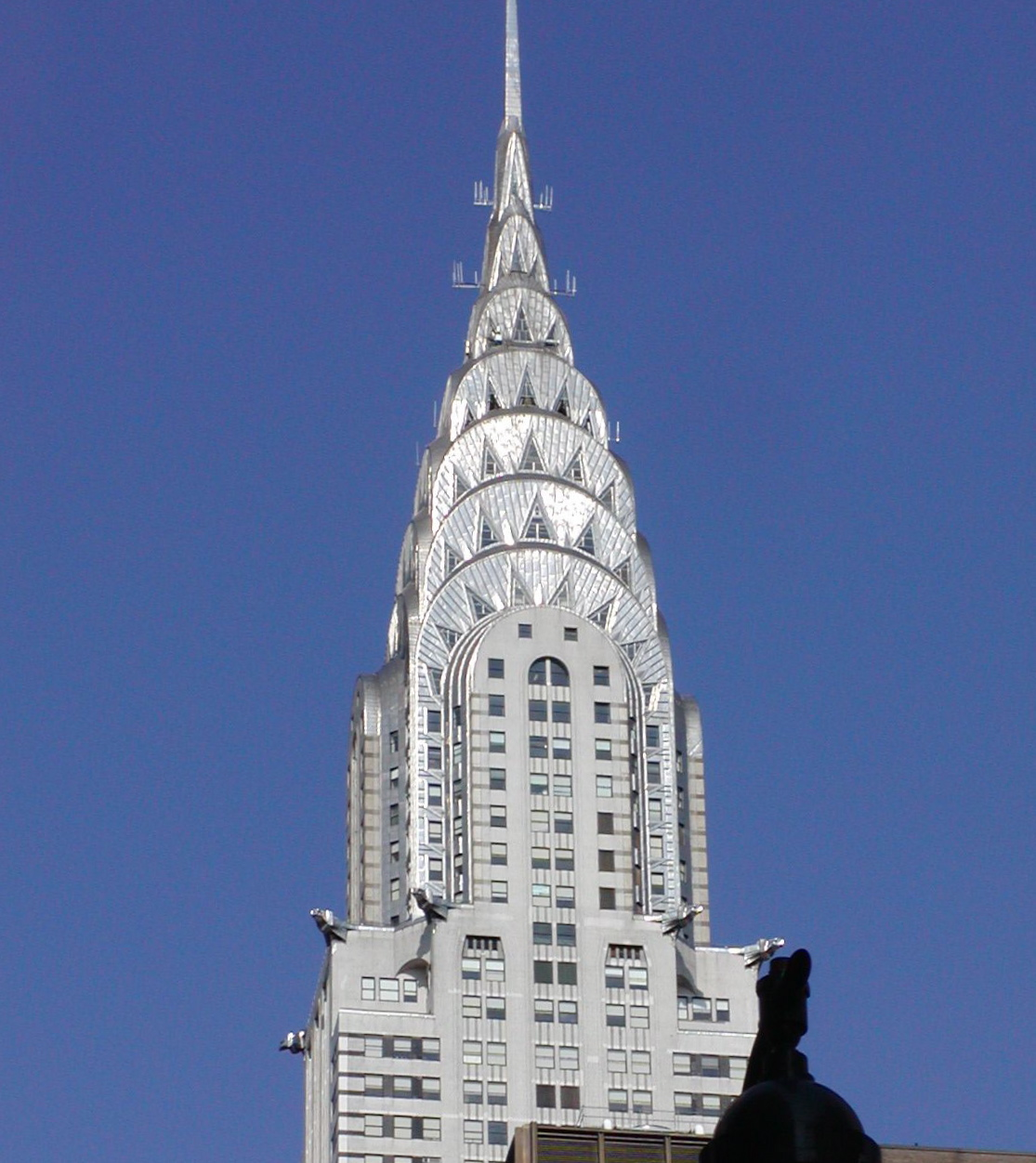
Верхушка Крайслер-билдинга
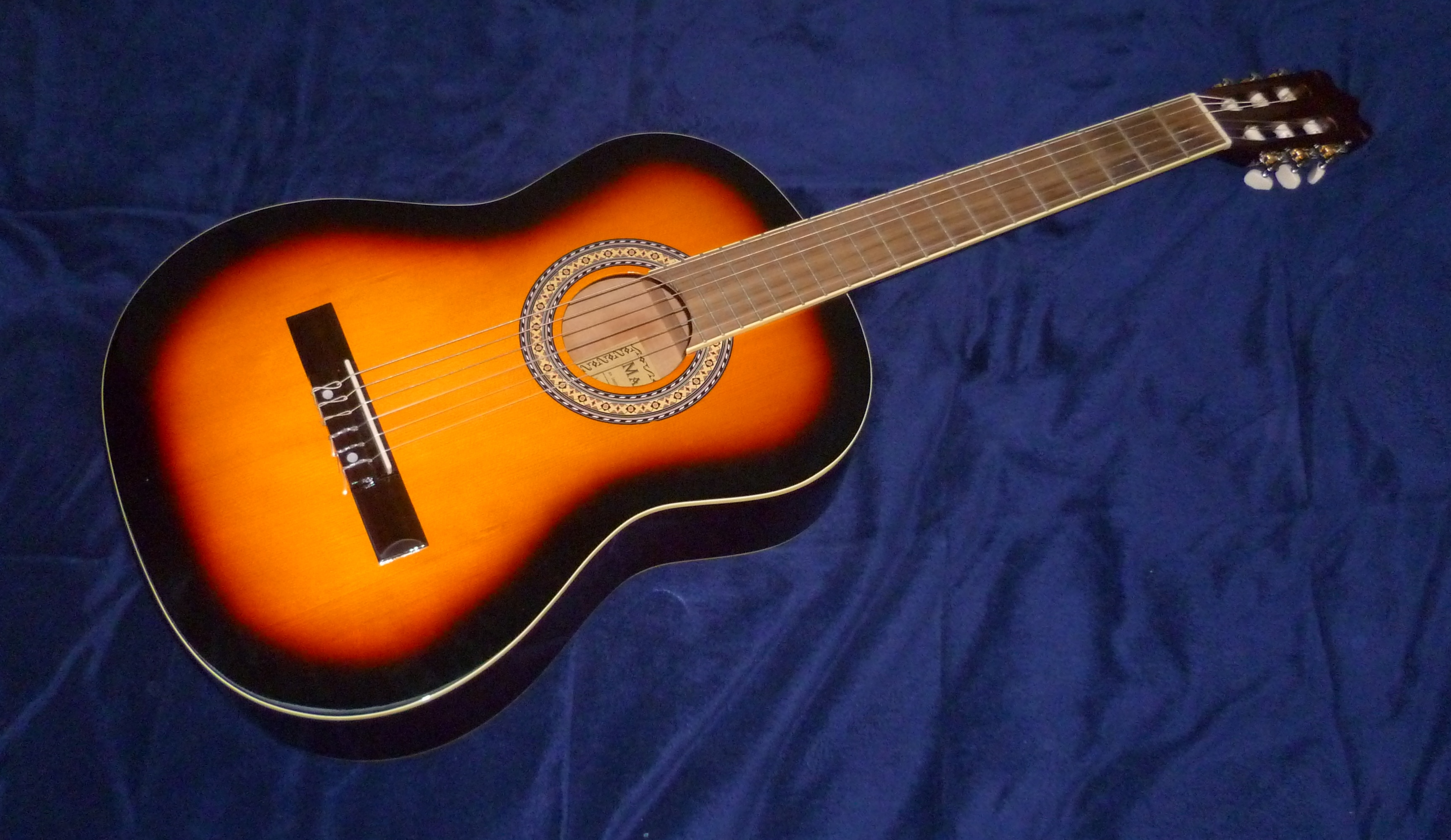
Гитара Martinez FAC-504 в цвете санбёрст